# Waag
Die Waag (slowakisch Váh, ungarisch Vág, polnisch Wag) ist der längste Fluss der Slowakei sowie nach Donau und Theiß der längste Fluss des Karpatenbeckens mit 403 km (andere Zählung 378 km) Länge. Sie entspringt nahe der slowakischen Landesmitte in der Niederen und Hohen Tatra, wechselt zwischen breiten Ebenen und engen Durchbruchstälern, umrundet die hohen Bergketten der Slowakei in einem großen Halbkreis und mündet bei Komárno (östlich von Bratislava) in die Donau (Flusskilometer 1766).

## Name
Der Fluss wurde wahrscheinlich bereits im Jahr 496/506 als Bac schriftlich erwähnt. Der Name könnte mit dem althochdeutschen Wort wāg „Wasser, Flut, See“ in Zusammenhang stehen. Alternativ soll er sich aus dem lateinischen Wort vagus (umherschweifend, wanderlustig) ableiten, da der Fluss oft seinen Flusslauf änderte.

## Verlauf und Einzugsgebiet
Die Waag entsteht bei der Gemeinde Kráľova Lehota (bei Liptovský Hrádok) durch den Zusammenfluss der aus der Hohen Tatra kommenden Weißen Waag (Quellgebiet 49° 8′ 58″ N, 20° 0′ 21″ O) und der aus der Niederen Tatra fließenden Schwarzen Waag (Quellgebiet 48° 53′ 23″ N, 20° 8′ 10″ O). Danach fließt sie Richtung Westen durch den Untertatra-Kessel an der Stadt Liptovský Mikuláš vorbei und durch den großen Stausee Liptovská Mara, bevor sie das alte Ružomberok (UNESCO-Welterbe Vlkolínec) erreicht.
Im Durchbruchstal in der Großen Fatra nimmt die Waag bei Kraľovany ihren ersten großen Zufluss, die rechtsufrige Orava, auf. In der folgenden Landschaft von Turz nimmt sie bei den Industriestädten Martin und Vrútky den linken Zufluss Turiec auf. Nach einem weiteren Durchbruch durch die Kleine Fatra bei Strečno gelangt sie in die Regionalhauptstadt Žilina; hier nimmt der Strom die Flüsse Kysuca und Rajčianka auf.
Ab hier wendet sich der Fluss in südwestliche Richtung und verläuft parallel zur Grenze zu Mähren. Bei der Stadt Považská Bystrica tritt die Waag in eine weitere Industrieregion ein, die bis zur Regionalhauptstadt Trenčín mit ihrer Burg auch die Städte Púchov, Dubnica nad Váhom und Nová Dubnica umfasst. Bei Nemšová mündet rechtsseitig die Vlára. Weiter flussabwärts tritt der Váh bei Nové Mesto nad Váhom in das große Donautiefland ein und fließt ab diesem Punkt südwärts. Die Waag passiert dann den Kurort Piešťany, die Gefängnisstadt Leopoldov und Hlohovec und läuft etwa 15 km östlich der alten Universitätsstadt Trnava vorbei. Etwa ab Sereď fließt sie in der mehrheitlich ungarischsprachigen Donauebene durch die Städte Šaľa und Kolárovo (Mündung der Kleinen Donau oder Waag-Donau und der Nitra), bevor sie bei Komárno in den Hauptstrom mündet.
Das 19.696 km² große Einzugsgebiet der Waag umfasst sieben Kraje und vierzig Okresy der Slowakei. Etwa zwei Fünftel der slowakischen Bevölkerung leben in diesem Gebiet. Die Waag mit ihren Zuflüssen entwässert vollständig den Žilinský kraj, fast den kompletten Trenčiansky kraj (ohne die Gebiete um Myjava im Westen und das Dorf Nová Lehota im Südosten), etwa zwei Drittel des Trnavský kraj (zwischen den Kleinen Karpaten und Hälfte der Großen Schüttinsel) sowie die Westhälfte des Nitriansky kraj (außer einem Gebiet im Südwesten). Das Einzugsgebiet bedeckt auch etwa 40 % des Bratislavský kraj, kleine Gebiete im Westen des Prešovský kraj (Okres Poprad) und sehr kleine Teile des Banskobystrický kraj (nördlich von Kremnica und um den Ort Donovaly). Daneben gehören auch kleinere Gebiete in Polen (westlich von Nowy Targ) und Tschechien (bei Mosty u Jablunkova, der Fluss Vlára sowie die Gemeinden Strání und Březová) zum Einzugsgebiet.

## Regulierung
Regulierungspläne bestanden schon Jahrhunderte, wurden aber erst ab 1890 verwirklicht. Die Wehre und Reservoirs im Waagtal berücksichtigen Hochwasserschutz, Landwirtschaft, Schifffahrt und Energiegewinnung. Heute sind etwa 60 bis 80 Prozent der Flusslänge der Waag und Nitra reguliert. Dieses heute als Waag-Kaskade (Vážska kaskáda) bezeichnete System umfasst dabei 22 Wasserkraftwerke und folgende Stauseen:

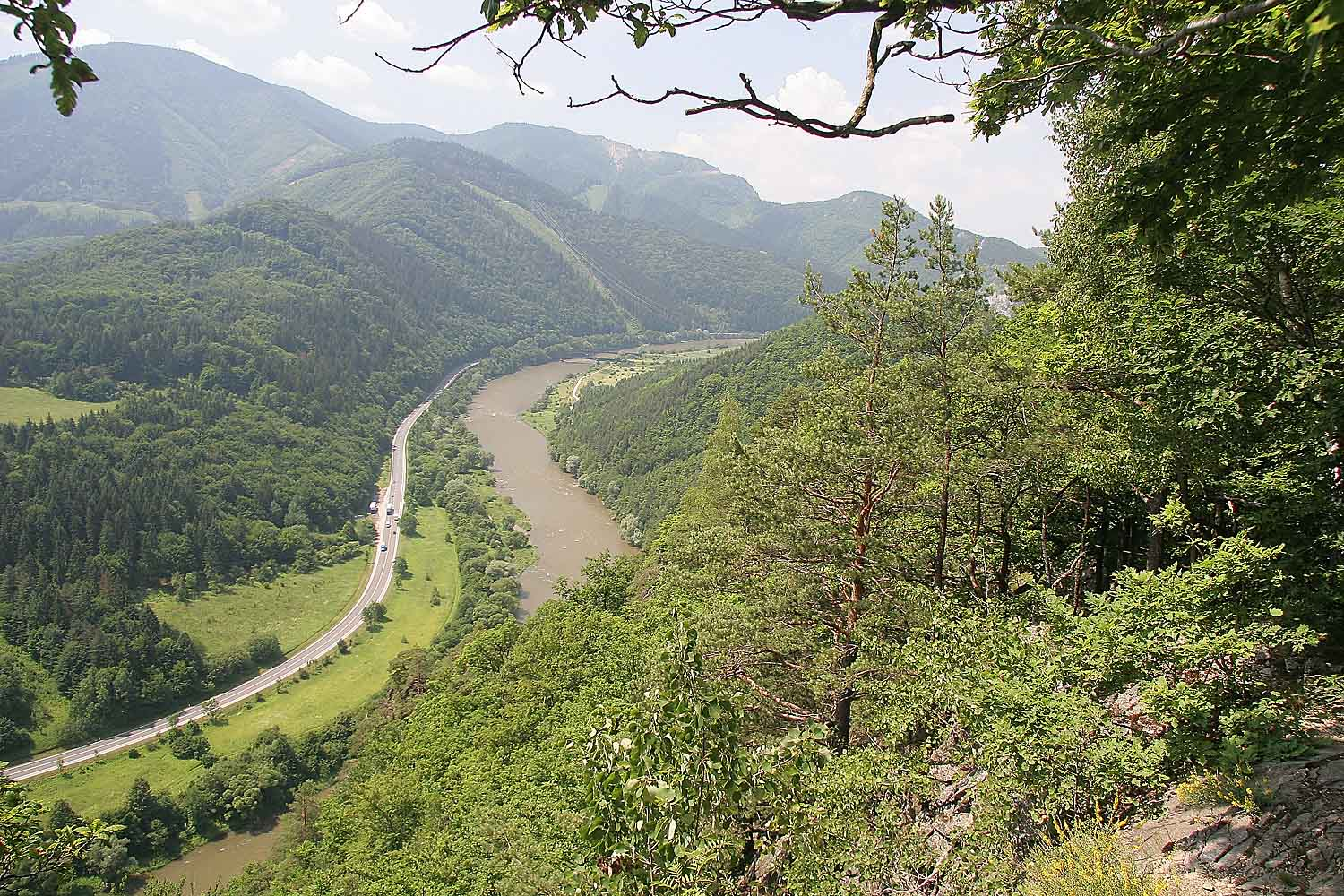
Domašín-Mäander zwischen Martin und Žilina

- Čierny Váh (Stausee) (an der Schwarzen Waag)
- Stausee Liptovská Mara
- Stausee Bešeňová
- Stausee Krpeľany
- Stausee Žilina
- Stausee Hričov
- Stausee Mikšová
- Stausee Považská Bystrica
- Stausee Nosice (Talsperre der Jugend)
- Sĺňava
- Stausee Drahovce-Madunice
- Stausee Kráľová
- Stausee Selice

Insgesamt wird in Wasserkraftwerken an der Waag und ihren Nebenflüssen (insb. Orava) fast die Hälfte des slowakischen Wasserstroms erzeugt. Daneben benutzt das Kernkraftwerk Bohunice das Wasser aus dem Fluss zur Abkühlung.

## Tourismus
Heute kann man die historische Flößerei als touristische Attraktion am Oberlauf der Waag erleben. Zwischen dem großen Liptauer Stausee und Žilina gibt es viele private Anbieter für Floßfahrten auf der Waag.

## Verkehr
Da die Waag die halbe Slowakei durchfließt, war sie schon früh ein wichtiger Wasserweg. Im Unterlauf ist die 74 km lange Strecke von der Mündung bis nach Sereď schiffbar, aber auch der rasche Oberlauf wurde zum Holz-Flößen genutzt. Es bestehen Pläne, die Waag bis nach Žilina als Teil der Europäischen Wasserstraße E81 schiffbar zu machen, um zusammen mit der Kysuca und verschiedenen Kanälen den Fluss mit der Oder zu verbinden.
Im West-Ost-Verkehr innerhalb der Slowakei spielt das weitere Waagtal eine große Rolle. Im Schienenverkehr verlaufen Teile der elektrifizierten und zweigleisigen Hauptbahnen Bratislava–Žilina und Žilina–Košice, die die zwei slowakischen Großstädte Bratislava und Košice verbinden, durch das Waagtal. Die alten Staatsstraßen werden durch die Hauptautobahn D1 ersetzt. Zum Jahresende 2022 fehlten noch die Strecken von Žilina bis Vrútky und von Turany bis Ivachnová.